# Boconita sayona
Espèce
Boconita sayona est une espèce d'araignées aranéomorphes de la famille des Pholcidae.

## Distribution
Cette espèce est endémique de l'État de Trujillo au Venezuela,. Elle se rencontre vers Boconó.

## Description
Le mâle holotype mesure 4,5 mm.

## Étymologie
Son nom d'espèce lui a été donné en référence à La Sayona.

## Publication originale
- Huber & Villarreal, 2020 : « On Venezuelan pholcid spiders (Araneae, Pholcidae). » European Journal of Taxonomy, no 718, p. 1-317 (texte intégral).